# Diego Pereyra
Diego Martín Pereyra (Mendoza, Argentina; 19 de diciembre de 1987) es un futbolista argentino. Juega de defensor lateral y su equipo actual es Huracán Las Heras.

## Trayectoria
Surgido de las inferiores de Godoy Cruz, debutó como jugador profesional en el año 2006 y se mantuvo en las filas del plantel superior del Tomba hasta el año 2010, para ser traspasado al FC Dacia Chișinău del fútbol de Moldávia. 
En 2011 retorna a la Argentina, más precisamente a Godoy Cruz donde no es tenido en cuenta por lo que decide fichar por Gimnasia y Esgrima de Mendoza, donde convierte un total de 5 goles en la temporada 2011-12 del Torneo Argentino B y logra mantener un rendimiento regular siendo titular del plantel superior en casi todos los encuentros. En 2012 decide continuar en Gimnasia tras caerse su posible incorporación a Ferro.
Luego en 2013, ficha por el Deportivo Guaymallén que milita la misma categoría que su anterior club. En Guaymallén es el jugador más destacado del plantel por lo que la Comisión de Actividades Infantiles y varios clubes chilenos se fijan en su posible contratación. Diego Pereyra decide sumarse a la CAI donde disputa el torneo Federal A. En el 2014 el club Guaymallen arregla nuevamente su vínculo con el jugador, vuelve a tener muy buenas actuaciones y es tentado por el club Huracán Las Heras
Comienza a jugar en Huracán Las Heras en el año 2015 para disputar el Torneo Federal B 2015. Luego de 2 intentos por ascender al Torneo Federal A, logra el ascenso de forma directa al ganarle la final del Torneo Federal B Complementario 2016 al club Central Norte por penales en la provincia de Salta.
Diego sigue su vínculo con el club Huracán Las Heras esperando el inicio del Torneo Federal A 2017-18 y en 2018 vuelve a renovar contrato con Huracán para disputar el Torneo Federal A 2018/19. Actualmente sigue ligado al deporte como Director Deportivo de Hoposa en Islas Baleares, Mallorca, España.

## Clubes
| Club                   | País      | Año         |
| ---------------------- | --------- | ----------- |
| Godoy Cruz             | Argentina | 2006 - 2010 |
| FC Dacia               | Moldavia  | 2010 - 2011 |
| Gimnasia y Esgrima (M) | Argentina | 2011 - 2013 |
| Deportivo Guaymallén   | Argentina | 2013 - 2014 |
| CAI                    | Argentina | 2014        |
| Deportivo Guaymallén   | Argentina | 2014 - 2015 |
| Huracán Las Heras      | Argentina | 2015 - 2019 |